# Первухин, Николай Иванович
Николай Иванович Первухин (16 июля 1922, дер. Митрофаново, Тюменская губерния — 18 октября 1982) — командир взвода пешей разведки 138-го гвардейского стрелкового полка 48-й гвардейской стрелковой дивизии гвардии старший сержант — на момент представления к награждению орденом Славы 1-й степени.

## Биография
Родился 16 июля 1922 года в деревне Митрофаново (ныне — в Вагайском районе, Тюменская область, Россия). Образование среднее. Работал слесарем на паровозовагоноремонтном заводе в городе Омске.
В августе 1941 года Тобольским РВК был призван в Красную Армии. В боях Великой Отечественной войны с апреля 1942 года. Воевал на Западном, Сталинградском, Юго-Западном, 1-м Белорусском, 1-м и 3-м Украинских фронтах. Воевал в разведке. К началу 1944 года гвардии сержант Первухин — командир отделения взвода пешей разведки 138-го гвардейского стрелкового полка.
17-22 февраля 1944 года в боях за город Кривой Рог с бойцами проник в город, обеспечил командование полка ценными сведениями о противнике, из личного оружия уничтожил 2 снайперов, свыше 10 солдат, 1 взял в плен.
Приказом от 6 марта 1944 года гвардии сержант Первухин Николай Иванович награждён орденом Славы 3-й степени.
16-26 июня 1944 года у деревне Новая Дуброва гвардии старший сержант Первухин с бойцами не раз преодолевал минное поле и проволочное заграждение противника, проникал в его расположение, в схватке уничтожил несколько противников, 1 взял в плен. Установил район сосредоточения вражеских танков, добыл ценные документы, захватил в плен 2 вражеских пулемётчиков.
Приказом от 28 июля 1944 года гвардии старший сержант Первухин Николай Иванович награждён орденом Славы 2-й степени.
14 августа 1944 года у населённых пунктов Бялки, Гуры гвардии старший сержант Первухин, ведя визуальное наблюдение, установил расположение вражеских огневых точек, миномётных батарей, которые затем были накрыты огнём нашей артиллерии. Следуя впереди боевых порядков пехоты, Первухин захватил в плен мотоциклиста. 26 августа у населённого пункта Ковалиха ночью снял сторожевой пост противника, 3 человека.
Войну разведчик Первухин закончил в Чехословакии, в предместьях Праги. Член ВКП/КПСС с 1945 г.
Указом Президиума Верховного Совета СССР от 24 марта 1945 года за исключительное мужество, отвагу и бесстрашие, проявленные в боях с вражескими захватчиками, гвардии старший сержант Первухин Николай Иванович награждён орденом Славы 1-й степени. Стал полным кавалером ордена Славы.
После войны вернулся в родную деревню. Был секретарём райкома комсомола. В 1951 году вернулся в Вооруженные Силы. В 1968 году подполковник Первухин уволен в запас. Жил в городе Пермь. Работал председателем городского комитета ДОСААФ. Скончался 18 октября 1982 года. Похоронен на Южном кладбище города Перми.

## Награды
Награждён орденами Отечественной войны 2-й степени, Славы 3-х степеней, медалями.